# Mistrzostwa Polski w piłce ręcznej mężczyzn
Mistrzostwa Polski w piłce ręcznej mężczyzn (MP) – oficjalne rozgrywki sportowe na szczeblu krajowym, organizowane cyklicznie przez Związek Piłki Ręcznej w Polsce, a od sezonu 2016/17 przez Superligę sp. z o.o. dla najlepszych, polskich, męskich klubowych drużyn piłki ręcznej, mające na celu wyłonienie najlepszej z nich.

## Historia
Pierwsze mistrzostwa Polski w piłce ręcznej mężczyzn zorganizował Polski Związek Gier Sportowych (PZGS) w 1930 r. Zmagania premierowej edycji przeprowadzono w tzw. odmianie niemieckiej (tj. wersji 11-osobowej na otwartych boiskach). Ich ostatnia edycja odbyła się w 1966 r. Inauguracyjne MP w tzw. odmianie duńskiej (czyli obowiązującej do dziś wersji 7-osobowej) zorganizowano w 1955 r. w formule nieligowej, zaś od sezonu 1956/57 do czasów obecnych rozgrywki tej odmiany prowadzone są systemem ligowym na obiektach zamkniętych (halach sportowych). Od 1967 r. w całej Polsce jedyną oficjalną i w pełni uznawaną odmianą piłki ręcznej jest wersja 7-osobowa.

## Medaliści Mistrzostw Polski w piłce ręcznej 11-osobowej mężczyzn
| Sezon | 1. miejsce               | 2. miejsce                | 3. miejsce                              |
| ----- | ------------------------ | ------------------------- | --------------------------------------- |
| 1930  | Cracovia                 | Pogoń Katowice            |                                         |
| 1931  | Azoty Chorzów            | Warta Poznań              | Sokół Kraków                            |
| 1932  | mistrzostwa unieważniono | mistrzostwa unieważniono  | mistrzostwa unieważniono                |
| 1933  | Cracovia                 | Azoty Chorzów             | Zjednoczenie Łódź                       |
| 1934  | Pogoń Katowice           | Pole Zachodnie Chorzów    | Zjednoczenie Łódź Jagiellonia Białystok |
| 1935  | Pogoń Katowice           | KPW Poznań                | Azoty Chorzów                           |
| 1936  | Azoty Chorzów            | Warta Poznań              | KPW Poznań                              |
| 1937  | KPW Poznań               | AZS Lwów                  | Pogoń Katowice                          |
| 1938  | KPW Poznań               | AZS Warszawa              | Cracovia                                |
| 1939  | ŁKS Łódź                 | Pogoń Katowice            | AZS Warszawa                            |
| 1946  | KKS Poznań               | AZS Warszawa              | ŁKS Łódź                                |
| 1947  | AKS Chorzów              | KKS Poznań                | Pogoń Katowice                          |
| 1948  | AKS Chorzów              | Chrobry Groszowice        | Warta Poznań                            |
| 1949  | AKS Chorzów              | Chrobry Groszowice        | ŁKS Włókniarz Łódź                      |
| 1950  | ZS Budowlani Chorzów     | Budowlani Groszowice      | ŁKS Włókniarz Łódź                      |
| 1951  | ZS Budowlani Chorzów     | Stal Kuźnia Raciborska    | Budowlani Groszowice                    |
| 1952  | ZS Budowlani Chorzów     | Stal Kuźnia Raciborska    | AZS Katowice                            |
| 1953  | ZS Budowlani Chorzów     | Stal Kuźnia Raciborska    | AZS Katowice                            |
| 1954  | Stal Kuźnia Raciborska   | AKS Chorzów               | AZS Katowice                            |
| 1955  | AZS Katowice             | Stal Kuźnia Raciborska    | Gwardia Gdańsk                          |
| 1956  | Stal Kuźnia Raciborska   | Budowlani Groszowice      | Gwardia Gdańsk                          |
| 1957  | Śląsk Wrocław            | AZS Katowice              | Sparta Katowice                         |
| 1958  | Śląsk Wrocław            | Rafamet Kuźnia Raciborska | Budowlani Groszowice                    |
| 1959  | LZS Comet Szczepanowice  | Stal Kuźnia Raciborska    | Śląsk Wrocław                           |
| 1960  | mistrzostw nie rozegrano | mistrzostw nie rozegrano  | mistrzostw nie rozegrano                |
| 1961  | Śląsk Wrocław            | LZS Orzeł Szczepanowice   | Budowlani Groszowice                    |
| 1962  | Śląsk Wrocław            | Górnik Iskra Siemianowice | LZS Orzeł Szczepanowice                 |
| 1963  | Śląsk Wrocław            | Gwardia Opole             | Rafamet Kuźnia Raciborska               |
| 1964  | Śląsk Wrocław            | Górnik Iskra Siemianowice | Rafamet Kuźnia Raciborska               |
| 1965  | Śląsk Wrocław            | Gwardia Opole             | AKS Chorzów                             |
| 1966  | Śląsk Wrocław            | Gwardia Opole             | AKS Chorzów                             |

## Medaliści Mistrzostw Polski w piłce ręcznej 7-osobowej mężczyzn
| Sezon                           | 1. miejsce                | 2. miejsce                 | 3. miejsce                             |
| ------------------------------- | ------------------------- | -------------------------- | -------------------------------------- |
| 1955                            | Sparta Katowice           | Zryw Gdańsk                | AZS Wrocław                            |
| 1956                            | Sparta Katowice           | Gwardia Gdańsk             | Stal Kuźnia Raciborska                 |
| 1956/1957                       | Sparta Katowice           | Gwardia Gdańsk             | Stal Kuźnia Raciborska                 |
| 1957/1958 w hali                | Śląsk Wrocław             | Sparta Katowice            | Wybrzeże Gdańsk                        |
| 1957/1958 na boiskach otwartych | Sparta Katowice           | Wybrzeże Gdańsk            | Zwierzyniecki Kraków                   |
| 1958/1959                       | Sparta Katowice           | Wybrzeże Gdańsk            | Start Gniezno                          |
| 1959/1960                       | Sparta Katowice           | Wybrzeże Gdańsk            | AZS Katowice                           |
| 1960/1961                       | Śląsk Wrocław             | Sparta Katowice            | AZS Katowice                           |
| 1961/1962                       | Śląsk Wrocław             | Sparta Katowice            | AZS Katowice                           |
| 1962/1963                       | Śląsk Wrocław             | AZS Katowice               | Sparta Katowice                        |
| 1963/1964                       | AZS Katowice              | Sparta Katowice            | Gwardia Opole                          |
| 1964/1965                       | Śląsk Wrocław             | Spójnia Gdańsk             | Wybrzeże Gdańsk                        |
| 1965/1966                       | Wybrzeże Gdańsk           | Śląsk Wrocław              | Spójnia Gdańsk                         |
| 1966/1967                       | Śląsk Wrocław             | Wybrzeże Gdańsk            | Pogoń Zabrze                           |
| 1967/1968                       | Spójnia Gdańsk            | Wybrzeże Gdańsk            | Śląsk Wrocław                          |
| 1968/1969                       | Spójnia Gdańsk            | Śląsk Wrocław              | Wybrzeże Gdańsk                        |
| 1969/1970                       | Spójnia Gdańsk            | Śląsk Wrocław              | Grunwald Poznań                        |
| 1970/1971                       | Grunwald Poznań           | Śląsk Wrocław              | Anilana Łódź                           |
| 1971/1972                       | Śląsk Wrocław             | Grunwald Poznań            | Anilana Łódź                           |
| 1972/1973                       | Śląsk Wrocław             | Spójnia Gdańsk             | Grunwald Poznań                        |
| 1973/1974                       | Śląsk Wrocław             | Spójnia Gdańsk             | Anilana Łódź                           |
| 1974/1975                       | Śląsk Wrocław             | Stal Mielec                | Anilana Łódź                           |
| 1975/1976                       | Śląsk Wrocław             | Pogoń Zabrze               | Pogoń Szczecin                         |
| 1976/1977                       | Śląsk Wrocław             | Anilana Łódź               | Grunwald Poznań                        |
| 1977/1978                       | Śląsk Wrocław             | Hutnik Kraków              | Anilana Łódź                           |
| 1978/1979                       | Hutnik Kraków             | Pogoń Zabrze               | Śląsk Wrocław                          |
| 1979/1980                       | Hutnik Kraków             | Śląsk Wrocław              | Korona Kielce                          |
| 1980/1981                       | Hutnik Kraków             | Wybrzeże Gdańsk            | Śląsk Wrocław                          |
| 1981/1982                       | Śląsk Wrocław             | Wybrzeże Gdańsk            | Anilana Łódź                           |
| 1982/1983                       | Anilana Łódź              | Wybrzeże Gdańsk            | Śląsk Wrocław                          |
| 1983/1984                       | Wybrzeże Gdańsk           | Anilana Łódź               | Hutnik Kraków                          |
| 1984/1985                       | Wybrzeże Gdańsk           | Anilana Łódź               | Pogoń Zabrze                           |
| 1985/1986                       | Wybrzeże Gdańsk           | Anilana Łódź               | Śląsk Wrocław                          |
| 1986/1987                       | Wybrzeże Gdańsk           | Anilana Łódź               | Pogoń Zabrze                           |
| 1987/1988                       | Wybrzeże Gdańsk           | Pogoń Zabrze               | Śląsk Wrocław                          |
| 1988/1989                       | Pogoń Zabrze              | Wybrzeże Gdańsk            | Śląsk Wrocław                          |
| 1989/1990                       | Pogoń Zabrze              | Wybrzeże Gdańsk            | Wisła Płock                            |
| 1990/1991                       | Wybrzeże Gdańsk           | Grunwald Poznań            | Wisła Płock                            |
| 1991/1992                       | Wybrzeże Gdańsk           | Petrochemia Płock          | Pogoń Szczecin                         |
| 1992/1993                       | Iskra Kielce              | Petrochemia Płock          | Warszawianka                           |
| 1993/1994                       | Iskra Kielce              | Warszawianka               | Petrochemia Płock                      |
| 1994/1995                       | Petrochemia Płock         | MKS Pałac Młodzieży Tarnów | Śląsk Wrocław                          |
| 1995/1996                       | Iskra Ceresit Kielce      | Petrochemia Płock          | Śląsk Wrocław                          |
| 1996/1997                       | Śląsk Wrocław             | Petrochemia Płock          | Iskra Kielce                           |
| 1997/1998                       | Iskra Kielce              | Śląsk Wrocław              | Petrochemia Płock                      |
| 1998/1999                       | Iskra Lider Market Kielce | Petrochemia Płock          | Warszawianka                           |
| 1999/2000                       | Wybrzeże Gdańsk           | Petrochemia Płock          | Śląsk Wrocław                          |
| 2000/2001                       | Wybrzeże Gdańsk           | Orlen Płock                | Strzelec Lider Market Kielce           |
| 2001/2002                       | Orlen Płock               | Warszawianka               | Śląsk Wrocław                          |
| 2002/2003                       | Vive Kielce               | Wisła Płock                | Śląsk Wrocław                          |
| 2003/2004                       | Wisła Płock               | Vive Kielce                | Śląsk Wrocław                          |
| 2004/2005                       | Wisła Płock               | Zagłębie Lubin             | Vive Kielce                            |
| 2005/2006                       | Wisła Płock               | Chrobry Głogów             | Zagłębie Lubin                         |
| 2006/2007                       | Interferie Zagłębie Lubin | Wisła Płock                | Vive Kielce                            |
| 2007/2008                       | Wisła Płock               | Interferie Zagłębie Lubin  | Vive Kielce                            |
| 2008/2009                       | Vive Kielce               | Wisła Płock                | MMTS Kwidzyn                           |
| 2009/2010                       | Vive Targi Kielce         | MMTS Kwidzyn               | Orlen Wisła Płock                      |
| 2010/2011                       | Orlen Wisła Płock         | Vive Targi Kielce          | MMTS Kwidzyn                           |
| 2011/2012                       | Vive Targi Kielce         | Orlen Wisła Płock          | Stal Mielec                            |
| 2012/2013                       | Vive Targi Kielce         | Orlen Wisła Płock          | MMTS Kwidzyn                           |
| 2013/2014                       | Vive Targi Kielce         | Orlen Wisła Płock          | Górnik Zabrze                          |
| 2014/2015                       | Vive Tauron Kielce        | Orlen Wisła Płock          | Azoty-Puławy                           |
| 2015/2016                       | Vive Tauron Kielce        | Orlen Wisła Płock          | Azoty-Puławy                           |
| 2016/2017                       | Vive Tauron Kielce        | Orlen Wisła Płock          | Azoty-Puławy                           |
| 2017/2018                       | PGE Vive Kielce           | Orlen Wisła Płock          | Azoty-Puławy                           |
| 2018/2019                       | PGE Vive Kielce           | Orlen Wisła Płock          | Gwardia Opole                          |
| 2019/2020                       | PGE Vive Kielce           | Orlen Wisła Płock          | Górnik Zabrze                          |
| 2020/2021                       | Łomża Vive Kielce         | Orlen Wisła Płock          | Azoty-Puławy                           |
| 2021/2022                       | Łomża Vive Kielce         | Orlen Wisła Płock          | Azoty-Puławy                           |
| 2022/2023                       | Barlinek Industria Kielce | Orlen Wisła Płock          | Górnik Zabrze                          |
| 2023/2024                       | Orlen Wisła Płock         | Industria Kielce           | Górnik Zabrze                          |
| 2024/2025                       | Orlen Wisła Płock         | Industria Kielce           | Rebud KPR Ostrovia Ostrów Wielkopolski |
| 2025/2026                       | ???                       | ???                        | ???                                    |

## Bilans klubów w piłce ręcznej 7-osobowej
| Klub                                   | Mistrzostwo Polski | Mistrzostwo Polski | Mistrzostwo Polski | Mistrzostwo Polski | Puchar Polski | Puchar Polski | Puchar Polski |
|                                        | złoto              | srebro             | brąz               | =                  | złoto         | srebro        | =             |
| -------------------------------------- | ------------------ | ------------------ | ------------------ | ------------------ | ------------- | ------------- | ------------- |
| Industria Kielce                       | 20                 | 5                  | 6                  | 31                 | 18            | 11            | 29            |
| Śląsk Wrocław                          | 15                 | 6                  | 13                 | 34                 | 7             | 3             | 10            |
| Wybrzeże Gdańsk                        | 10                 | 11                 | 4                  | 25                 | 0             | 2             | 2             |
| Orlen Wisła Płock                      | 9                  | 22                 | 5                  | 36                 | 13            | 12            | 25            |
| Sparta Katowice                        | 6                  | 4                  | 1                  | 11                 | 1             | 0             | 1             |
| Spójnia Gdańsk                         | 3                  | 3                  | 1                  | 7                  | 3             | 0             | 3             |
| Hutnik Kraków                          | 3                  | 1                  | 1                  | 5                  | 3             | 0             | 3             |
| Górnik Zabrze                          | 2                  | 3                  | 7                  | 12                 | 3             | 0             | 3             |
| UKS Anilana Łódź                       | 1                  | 5                  | 6                  | 12                 | 2             | 0             | 2             |
| WKS Grunwald Poznań                    | 1                  | 2                  | 3                  | 6                  | 3             | 0             | 3             |
| Zagłębie Lubin                         | 1                  | 2                  | 1                  | 4                  | 1             | 2             | 3             |
| AZS Katowice                           | 1                  | 1                  | 3                  | 5                  | 0             | 0             | 0             |
| Warszawianka                           | 0                  | 2                  | 2                  | 4                  | 3             | 0             | 3             |
| MMTS Kwidzyn                           | 0                  | 1                  | 3                  | 4                  | 0             | 3             | 3             |
| Stal Mielec                            | 0                  | 1                  | 1                  | 2                  | 1             | 0             | 1             |
| Zryw Gdańsk                            | 0                  | 1                  | 0                  | 1                  | 0             | 0             | 0             |
| Chrobry Głogów                         | 0                  | 1                  | 0                  | 1                  | 0             | 0             | 0             |
| Azoty-Puławy                           | 0                  | 0                  | 6                  | 6                  | 0             | 1             | 1             |
| Pogoń Szczecin                         | 0                  | 0                  | 2                  | 2                  | 1             | 0             | 1             |
| Stal Kuźnia Raciborska                 | 0                  | 0                  | 2                  | 2                  | 0             | 0             | 0             |
| Gwardia Opole                          | 0                  | 0                  | 2                  | 2                  | 0             | 0             | 0             |
| AZS Wrocław                            | 0                  | 0                  | 1                  | 1                  | 0             | 0             | 0             |
| Zwierzyniecki Kraków                   | 0                  | 0                  | 1                  | 1                  | 0             | 0             | 0             |
| Start Gniezno                          | 0                  | 0                  | 1                  | 1                  | 0             | 0             | 0             |
| Rebud KPR Ostrovia Ostrów Wielkopolski | 0                  | 0                  | 1                  | 1                  | 0             | 0             | 0             |